# Корпус связи Армии США
Корпус связи Армии США (англ. United States Army Signal Corps, сокр. USASC) — специальные войска Армии США, предназначенные для развёртывания системы связи и обеспечения управления формированиями (объединениями, соединениями, частями, подразделениями и военнослужащими) вооружённых сил государства в мирное и военное время.На протяжении всей истории учреждения в нём проходили исследования и испытания новейших технологий, в её недрах появились новые подразделения, которые впоследствии выделились в отдельные государственные службы, такие как Разведывательное управление Министерства обороны США, Национальная метеорологическая служба и авиация Сигнального корпуса.

## История

### Гражданская война 1861—1865 гг.
В середине XIX века американский хирург Альберт Джеймс Майер изобрел систему флажкового семафора, названную им вигваг. Свой проект он предложил для внедрения в войсках, и эта система была утверждена президентом Бьюкененом в 1861 году.
В первые месяцы войны все ещё стоял вопрос о том, делать ли сигналистов отдельным войсковым подразделением, или же обучать этой сложной науке определённых армейских офицеров. Альберт основал учебный центр (Signal Camp of Instruction, Red Hill, Georgetown, D. C.), куда отправлял офицеров из разных частей.
В ноябре 1861 года Альберт Майер предоставил свой годовой отчет о работе сигнальной службы. В нём он настойчиво предлагал выделить сигналистов в отдельный род войск, но безуспешно. Альберт Майер продолжал лоббировать свои интересы, и в январе 1862 года добился того, чтобы Палата Представителей запросила его план устройства новой сигнальной службы. Новый секретарь военного департамента, Эдвин Стэнтон не был заинтересован в проектах Майера.
Но в годовом отчете военного секретаря за 1862 год содержались похвалы сигнальной службе вместе с просьбами о создании отдельного рода войск. В феврале 1863 года вновь выступил с этой инициативой . В этот раз результаты не заставили себя ждать, и 3 марта 1863 года Авраам Линкольн утвердил это решение, что сигнализировало о победе. 28 апреля 1863 года Альберт Майер стал главным сигналистом в чине полковника.
Тем не менее, в годы Гражданской войны в США телеграфную связь контролировал Военный Телеграфный Корпус США, который никак не был связан с проектом Альберта Майера, и даже противостоял ему. Он просуществовал до окончания, войны, после чего состав был распущен, а линии связи перешли в руки частных компаний.
Когда Альберт Майер стал в частном порядке размещать объявления о найме телеграфистов Морзе на работу в его ведомство, то эти действия были названы возмутительными. Конфликт закончился тем, что 10 ноября 1863 года Майера отстранили от руководства Сигнальным корпусом.
Но Майер поддерживал отношения со всеми офицерами, прошедшими его школу, и мотивировал их писать петиции в Вашингтон с настойчивыми просьбами восстановить в должности создателя Сигнального корпуса. В 1865 году он вынес вопрос о своем восстановлении на должности перед Сенатом.

### Послевоенное устройство
Полномочия нового начальника Сигнального корпуса Бенджамина Фишера (Benjamin F. Fisher) истекали 28 июля 1866 года. Генерал Грант поддерживал кандидатуру Майера, но главе военного департамента Стэнтону эта затея совсем не нравилась. В течение года Сигнальный корпус оставался без надлежащего внимания, но как только генерал Грант возглавил военное ведомство, 21 августа 1867 года Майер возглавил Сигнальный корпус.
В 1873 году Сигнальному корпусу было предписано устанавливать наблюдательные пункты на маяках и устанавливать между ними телеграфную связь. В результате ведомство заполучило собственные телеграфные линии, чего оно добивалось со времен основания. В 1874 году корпусу было поручено устанавливать линии связи между гарнизонами в отдаленных районах на границе с Мексикой. В результате к 1881 году Сигнальный корпус контролировал 5077 миль линий связи. Численность корпуса в 1874 году составляла 150 сержантов, 30 капралов и 270 рядовых. Даже когда Конгресс повелел сократить численность всей армии до 25.000 человек, эти меры не коснулись Сигнального корпуса

## Испано-американская война
Во время испано-американской войны в 1899 году На Кубу были отправлены шесть рот Сигнального корпуса, две из которых были регулярными. Во время этой войны Сигнальный корпус применял аэростаты наблюдения.

## Первая мировая война
На момент вступления США в Первую мировую войну в 1917 году в Сигнальном корпусе было 55 офицеров и 1570 нижних чинов. Каждой пехотной дивизии придавалась рота связи в составе 5 офицеров и 75 рядовых. Использовалась, в основном, телефонная связь. Радиостанции на передовой практически не применялись, поскольку передатчики перекрывали слишком большой диапазон, мешали работе друг другу. В конце 1917 года была восстановлена служба голубиной почты и к каждой армии была приписана «голубиная» рота (333 человека). К концу войны Сигнальный корпус вырос до 56 000 человек, которые входили в состав 56 полевых батальонов связи, 33 телеграфных батальонов, 12 складских, 6 учебных батальонов и 40 отдельных рот обслуживания. Военная авиация США с момента её появления в 1914 году и до 1918 года находилась в составе Сигнального корпуса. Но и после передачи в 1918 году авиации непосредственно Армии, за Сигнальным корпусом до 1944 года остались разработка, закупка и техническое обслуживание метеооборудования армейской авиации.